# Chorizococcus aphyllonis
Chorizococcus aphyllonis är en insektsart som först beskrevs av Cockerell 1895.  Chorizococcus aphyllonis ingår i släktet Chorizococcus och familjen ullsköldlöss. Inga underarter finns listade i Catalogue of Life.